# Graphogaster buccata
Graphogaster buccata là một loài ruồi trong họ Tachinidae.